# 1975 na literatura

## Eventos
- Manuel Camilo dos Santos recebe diploma de melhor poeta popular do Brasil.
- Adélia Prado estreia na literatura com o livro Bagagem.
- Régis Bonvicino estreia na literatura com o livro Bicho Papel.
- Criado na França o prêmio literário Prix du Livre Inter.
- Milan Kundera emigra para a França.
- Fundação da Editora Rocco.
- Sob o pseudônimo de Émile Ajar, Romain Gary torna-se a única pessoa a vencer por duas vezes o Prêmio Goncourt.
- Agatha Christie publica Cai o Pano, último romance em que aparece a personagem Hercule Poirot.

## Publicações

### Romance
- Ignácio de Loyola Brandão - Zero
- Stephen King - A Hora do Vampiro
- Agatha Christie - Cai o Pano
- Paulo Leminski - Catatau
- Raduan Nassar - Lavoura Arcaica
- Sérgio Sant'anna - As Confissões de Ralfo
- Rachel de Queiroz - Dôra, Doralina
- Márcio Souza - Galvez, Imperador do Acre
- Elizabeth Peters - Um Crododilo na Duna
- Charles Bukowski - Factotum
- Saul Bellow - Humboldt's Gift
- Michael Crichton - O Grande Roubo de Trem
- Thomas Harris - Black Sunday
- Jack Higgins - The Eagle Has Landed
- Gabriel García Márquez - O Outono do Patriarca
- Martin Amis - Dead Babies
- James Clavell - Shogun
- Joana Russ - The Female Man

### Conto e Crônica
- Jorge Luis Borges - O Livro de Areia
- Caio Fernando Abreu - O Ovo Apunhalado
- Rubem Fonseca - Feliz Ano Novo
- Otto Lara Resende - As Pompas do Mundo
- Luís Fernando Veríssimo - A Grande Mulher Nua

### Poesia
- Cacaso - Beijo na Boca
- Carlos Drummond de Andrade - Amor, Amores
- Thiago de Mello - Poesia Comprometida com a Minha e com a tua Vida
- Adélia Prado - Bagagem
- Régis Bonvicino - Bicho Papel
- Augusto de Campos - Caixa Preta
- Ferreira Gullar - Dentro da Noite Veloz
- João Cabral de Melo Neto - Museu de Tudo

### Teatro
- Plínio Marcos - O Abajur Lilás
- Chico Buarque e Paulo Pontes - Gota d'água

### Ensaio e não-ficção
- Cornelius Castoriadis - A instituição imaginária da sociedade
- Michel Foucault - Vigiar e Punir
- Peter Singer - Libertação Animal
- Paul Feyerabend - Contra o Método
- Edward Osborne Wilson - Sociobiology: The New Synthesis
- Eric Hobsbawm - A Era do Capital

## Nascimentos
- 1 de Janeiro - Eiichiro Oda, mangaká japones
- 30 de Agosto - Bisco Hatori, escritora e mangaká japonesa.

## Mortes
- 14 de Fevereiro
  - P. G. Wodehouse, escritor cômico (n. 1881)
  - Julian Huxley, biólogo e autor, irmão de Aldous Huxley (n. 1887)
- 28 de Fevereiro - Camillo de Jesus Lima, poeta do Brasil n. (1912)
- 3 de março - António Assis Esperança, escritor e jornalista português (n. 1892) [1]
- 7 de Março - Mikhail Bakhtin, linguista, semiólogo, filósofo e crítico literário (n. 1895)
- 13 de Março - Ivo Andrić, romancista, ganhador do Prêmio Nobel de Literatura de 1961 (n. 1892)
- 17 de Abril - Sarvepalli Radhakrishnan, filósofo (n. 1888)
- 29 de Maio - Sérgio Frusoni, poeta (n. 1901)
- 23 de Maio - James Blish,  escritor americano (n. 1921)
- 13 de Agosto - Murilo Mendes, poeta (n. 1901)
- 18 de Setembro - Felix Weil, filósofo e fundador do Instituto para Pesquisa Social de Frankfurt (n. 1898)
- 20 de Setembro - Saint-John Perse, poeta, ganhador do Prêmio Nobel de Literatura de 1960 (n. 1887)
- 2 de Novembro - Pier Paolo Pasolini, escritor, poeta e cineasta (n. 1922)
- 28 de Novembro - Érico Veríssimo, romancista e contista (n. 1905)
- 2 de dezembro - Alfredo Guisado, poeta e jornalista português (n. 1891)
- 4 de Dezembro - Hannah Arendt, filósofa (n. 1906)
- 7 de Dezembro - Thornton Wilder, romancista e dramaturgo (n. 1897)
- 8 de Dezembro - Plínio Salgado, jornalista e membro da Academia Paulista de Letras (n. 1895)

## Prémios literários
- Nobel de Literatura - Eugenio Montale
- Prêmio Hugo: Ursula K. Le Guin, The dispossessed
- Prêmio Goncourt: Émile Ajar (Romain Gary), La Vie Devant Soi
- Prêmio Pulitzer
  - Drama: Edward Albee, Seascape
  - Ficção: Michael Shaara, The Killer Angels
  - Poesia: Gary Snyder, The Turtle Island
- Prêmio Jabuti
- Prémio Machado de Assis - Hermes Lima
- Prémio Adelaide Ristori (Centro Cultural Italiano de Roma) - Agustina Bessa-Luís